# Mortain-Bocage
Mortain is een gemeente in het Franse departement Manche in de regio Normandië. De gemeente is ontstaan op 1 januari 2016 door de fusie van de gemeenten Bion, Mortain, Notre-Dame-du-Touchet, Saint-Jean-du-Corail en Villechien. Mortain is de hoofdplaats van de gemeente die deel uitmaakt van het arrondissement Avranches. De fusiegemeente geldt als de hoofdplaats van het kanton Le Mortainais. Mortain-Bocage telde op 1 januari 2022 2.954 inwoners.

## Geografie
De oppervlakte van Mortain bedroeg op 1 januari 2022 62,63 vierkante kilometer; de bevolkingsdichtheid was toen 47,2 inwoners per km².

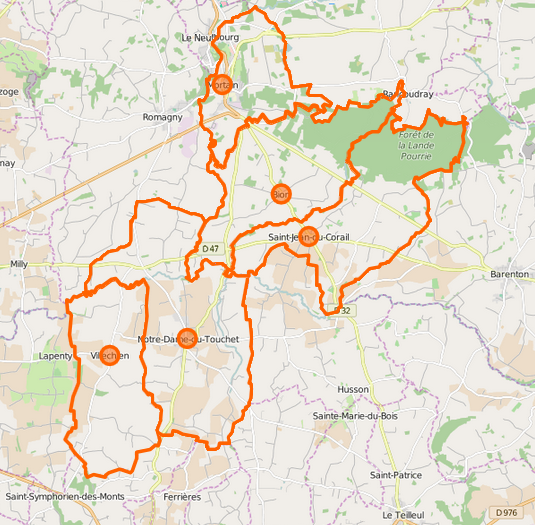
Kaart van de gemeente met de 5 deelgemeenten

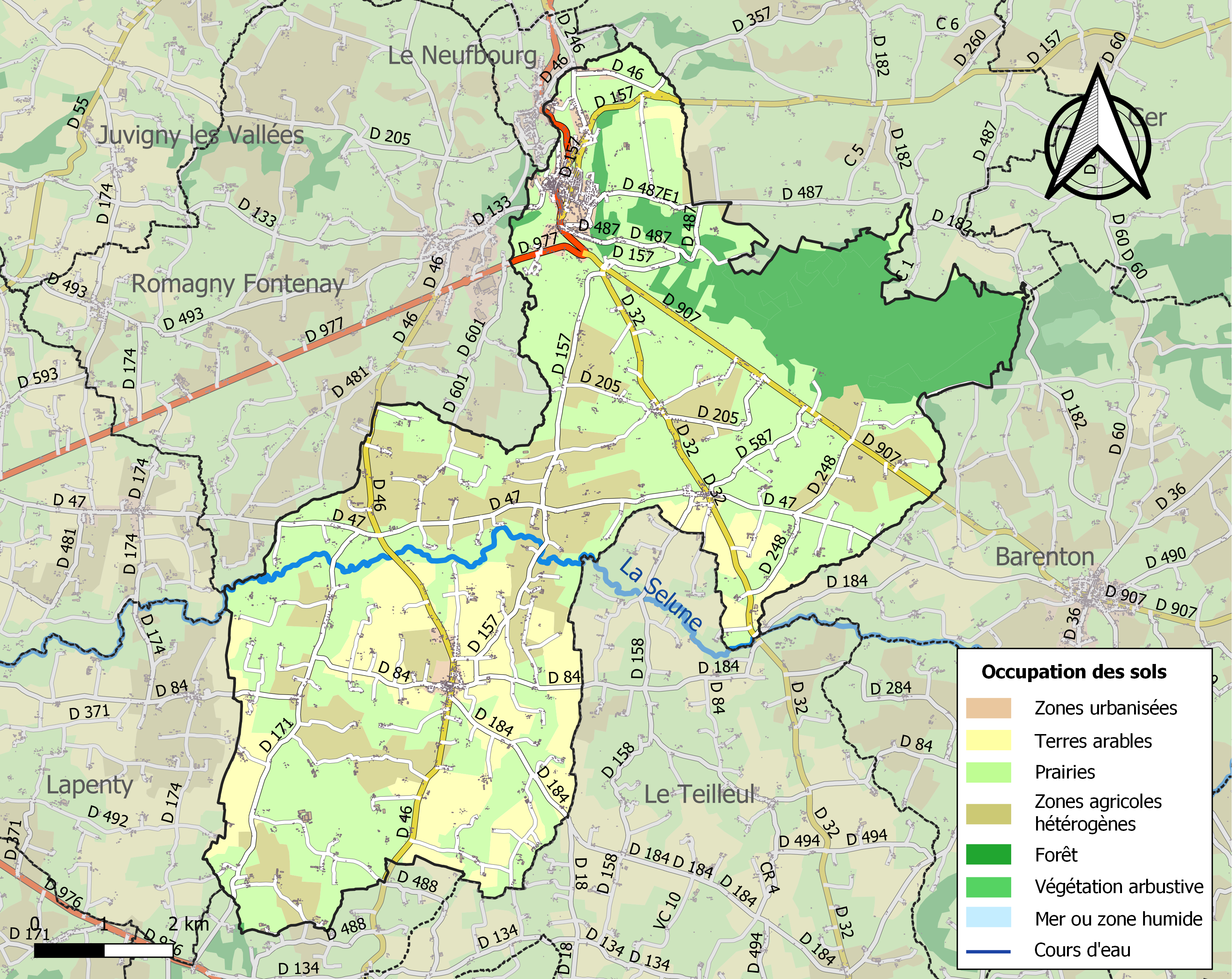
Kaart van de gemeente met de belangrijkste infrastructuur, bodemgebruik en omliggende gemeenten